# Chaînon Kashgar
Le chaînon Kashgar, chaînon Kandar ou Bolor-Tagh, est un massif montagneux situé à l'extrême sud-ouest du Xinjiang en République populaire de Chine. Il s'agit d'une zone de transition entre la cordillère du Kunlun à laquelle il est généralement rattaché, et le Pamir. Il culmine à 7 649 mètres d'altitude au Kongur.
Marco Polo l'évoque sous le nom de « Belor » à la fin du chapitre 49 de son Livre, chapitre qui traite du Pamir, et le situe à l'est de l'actuel Tadjikistan, qu'il a traversé pour entrer au Xinjiang en Chine actuelle, en 1272 ou 1273 :

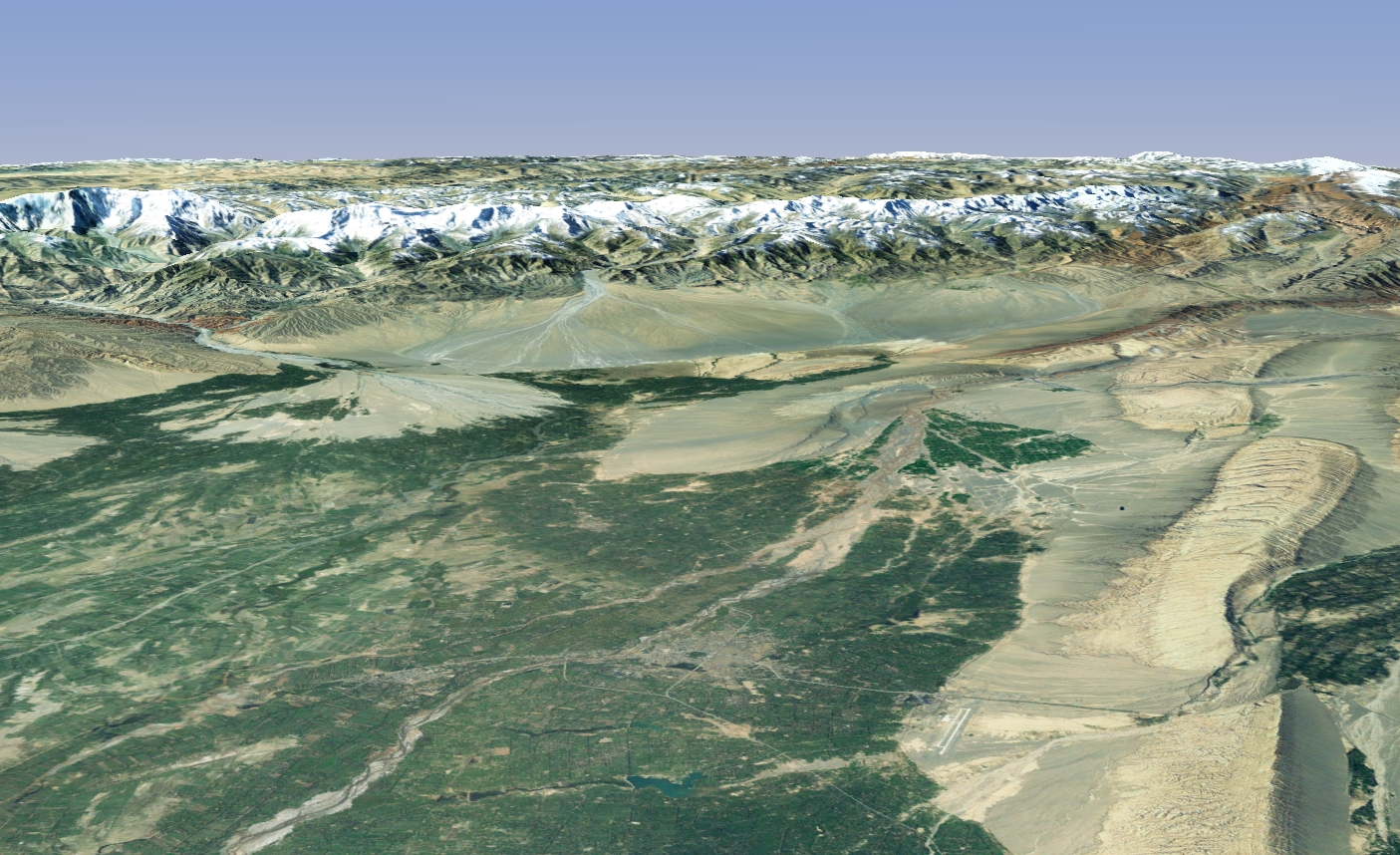
Image de synthèse représentant le chaînon Kashgar depuis l'aplomb de la ville du même nom.

« Et l'on va bien 40 journées toujours par montagnes et par côtes et par vallées par où passent beaucoup de rivières, et par beaucoup de lieux déserts. Ni en tout ce chemin n'a habitation ni auberge, mais convient aux voyageurs de porter avec eux ce que besoin leur est. Cette contrée est appelée Belor. »